# Эупрепий Веронский
Эупрепий (III век) — святой епископ Веронский. День памяти — 21 августа.
Святой Эупрепий был епископом Вероны с 236 до 250 года. Особых сведений о святом Эупрепии нет. Считается, что он был восточного происхождения. Его имя имеет греческое происхождение (от сочетания греческих слов eu, что означает хорошо, и prepein, что означает приспособленный). Это обстоятельство считается свидетельством древности епархии Вероны.
Информация о жизни святого Эупрепия весьма скудна. Его имя упоминается в двух документах: в Versus de Verona анонимного автора IX века, где он описывает святого в качестве первого проповедника в языческой среде (Primum Verona Forexavavit Puprepis episcopus), и в Velo di Classe, где содержится в верхней части списка епископов веронских. Эти два источника основаны на предыдущих документах, которые были уничтожены.
Его тело было обретено в XV веке. Мощи святого вместе с мощами других епископов веронских почивали в соборе святого Прокла.